# Oleksij Hordijovyč Jeremenko
Oleksij Hordijovyč Jeremenko (in ucraino Олексій Гордійович Єременко?, in russo Алексей Гордеевич Ерёменко?, Aleksej Gordeevič Erёmenko, traslitterazione anglosassone: Alexey Gordeevich Eremenko; Tersjanka, 31 marzo 1906, 18 marzo 1906 del calendario giuliano – Choroše, 12 luglio 1942) è stato un politico e militare sovietico.

## Biografia
Nato nel 1906 a Tersjanka, in Ucraina, da una famiglia povera e numerosa, dovette lavorare fin dall'età di 14 anni, dapprima per le ferrovie, e poi in fabbrica. Alla fondazione del kolchoz "Avangard" nella sua città natale, vi aderì e ne divenne responsabile della cellula del Komsomol, ottenendo incarichi di sempre maggior responsabilità all'interno dell'azienda agricola.
Aderì come volontario all'Armata Rossa a pochi mesi dallo scoppio della guerra, nel 1941. Divenuto commissario politico, durante una battaglia contro le truppe tedesche presso Choroše, tra Lugansk e Lisičansk, guidò, dopo la morte del tenente Petrenko, i propri soldati contro il nemico, gridando «Seguitemi! Per la Patria! Avanti!».
Fu in quell'occasione immortalato in una celebre fotografia scattata da Maks Al'pert, tra le più rappresentative del conflitto. Pochi secondi dopo lo scatto, Jeremenko fu ucciso dal fuoco nemico.

## Memoria

### Monete
La foto di Maks Al'pert è servita come base per diverse monete commemorative dedicate all'anniversario della vittoria nella Grande Guerra Patriottica.
La 5 rubli "Il comandante solleva i soldati nell'attacco" dal set "50 anni di vittoria", 1995, Federazione Russa.
10 rubli "55 anni di Vittoria", 2000, Federazione Russa. La cosa curiosa è che i collezionisti chiamano la moneta "Politruk", nonostante la foto sia erroneamente chiamata "Kombat".

### Monumento
Nel 1980, nel distretto di Slavyanoserbsky, vicino a Lugansk, venne eretto un monumento a Jeremenko. Lo scultore, Ivan Chumak, che ha iniziato a lavorare autonomamente al monumento dell'eroe della foto, impiegando circa dieci anni. Successivamente, con la partecipazione di tutta la regione, il monumento alto undici metri, fuso in bronzo dai maestri del Dipartimento specializzato scientifico e produttivo ucraino dei lavori di restauro, è stato eretto vicino al presunto luogo della battaglia in cui morì A.G. Yeromenko, sulla posizione elevata del punto di osservazione. Il tumulo dove è installato il monumento è decorato con ventinove lastre di granito, prodotte appositamente nelle cave della regione di Zhytomyr. Ai piedi del monumento si trova una lastra di marmo con l'iscrizione: "In onore dell'eroica impresa dei lavoratori politici dell'esercito sovietico nella Grande Guerra Patriottica del 1941-1945".
Il 12 luglio 2012, a 70 anni dalla morte di Yeromenko, si è tenuta una ricostruzione della battaglia sul tumulo ai piedi del monumento.